# Fear (album de John Cale)
Pour les articles homonymes, voir Fear.
Albums de John Cale
June 1, 1974 Slow Dazzle
(1975)
Fear est le quatrième album studio en solo du musicien multi-instrumentiste et producteur gallois John Cale, et le premier enregistré pour la compagnie Island Records.

## Enregistrement et contenu
"Fear" est le premier des trois albums studio de Cale pour Island Records, tous sortis en un peu plus d'un an. Pendant ce temps, Cale produisait également des disques pour d'autres artistes, travaillant sur des albums tels que Horses (1975) de Patti Smith, l'un des disques les plus influents d'avant l'ère punk. 
En plus du chant sur l'album, John a également joué des claviers, des guitares, du violon et de la basse, et a été rejoint par Richard Thompson de Fairport Convention, Brian Eno et Phil Manzanera de Roxy Music, ainsi que d'autres artistes qui étaient signés sur Island à l'époque.
"Gun" présente un solo de guitare inhabituel à deux de Manzanera et Eno, ce dernier utilisant un synthétiseur pour traiter le jeu de guitare du premier en temps réel. L'album promotionnel pour Fear, sorti par Island Records et réservé exclusivement aux stations de radio contenait une interview avec Cale. Il y parlait d'une adaptation du poème de William Blake "Jerusalem", et des reprises des chansons "Girl from the North Country" de Bob Dylan, "Eight Miles High" des Byrds et "I Can See for Miles" des Who.

## Personnel
- John Cale– Chant ; guitare; basse; claviers; alto
- Phil Manzanera– guitare ; guitare slide sur "Momamma Scuba"
- Richard Thompson– guitare slide sur "Momamma Scuba"
- Bryn Haworth– guitare slide sur "Momamma Scuba"
- Brian Turrington – basse sur "Momamma Scuba"
- Archie Legget – basse
- Brian Eno– synthétiseur; effets
- Fred Smith– batterie
- Michael Desmarais – batterie sur « Momamma Scuba » et « Fear »
- Doreen Chanter– chœurs
- Irene Chanter – chœurs
- Liza Strike – chœurs
- Judy Nylon– chant sur "The Man Who Couldn't Afford to Orgy"

## Titres
1. Fear Is The Man's Best Friend (3:51)
2. Buffallo Ballet (3:26)
3. Barracuda (3:46)
4. Emily (4:21)
5. Ship Of Fools (4:36)
6. Gun (8:03)
7. The Man Who Couldn't Afford To Orgy (4:33)
8. You Know More Than I Know (3:33)
9. Momamma Scuba (4:24)

Tous les titres sont composés par John Cale.

## Production
- John Cale– producteur
- Brian Eno – producteur exécutif
- Phil Manzanera – producteur exécutif
- John Wood – ingénieur ; mixage audio
- George Peckham – Mastering audio
- Keith Morris – photographie